# アルザマス機械製作工場
アルザマス機械製作工場（アルザマスきかいせいさくこうじょう、ロシア語: Арзамасский машиностроительный завод）は、ロシアのニジニ・ノヴゴロド州、アルザマスに拠点を置く、1972年に設立された機械製造企業である。
本工場では、BTR-80/82やGAZ-Tigr、およびその車体を利用した派生型を製造している。